# Rufus Gifford

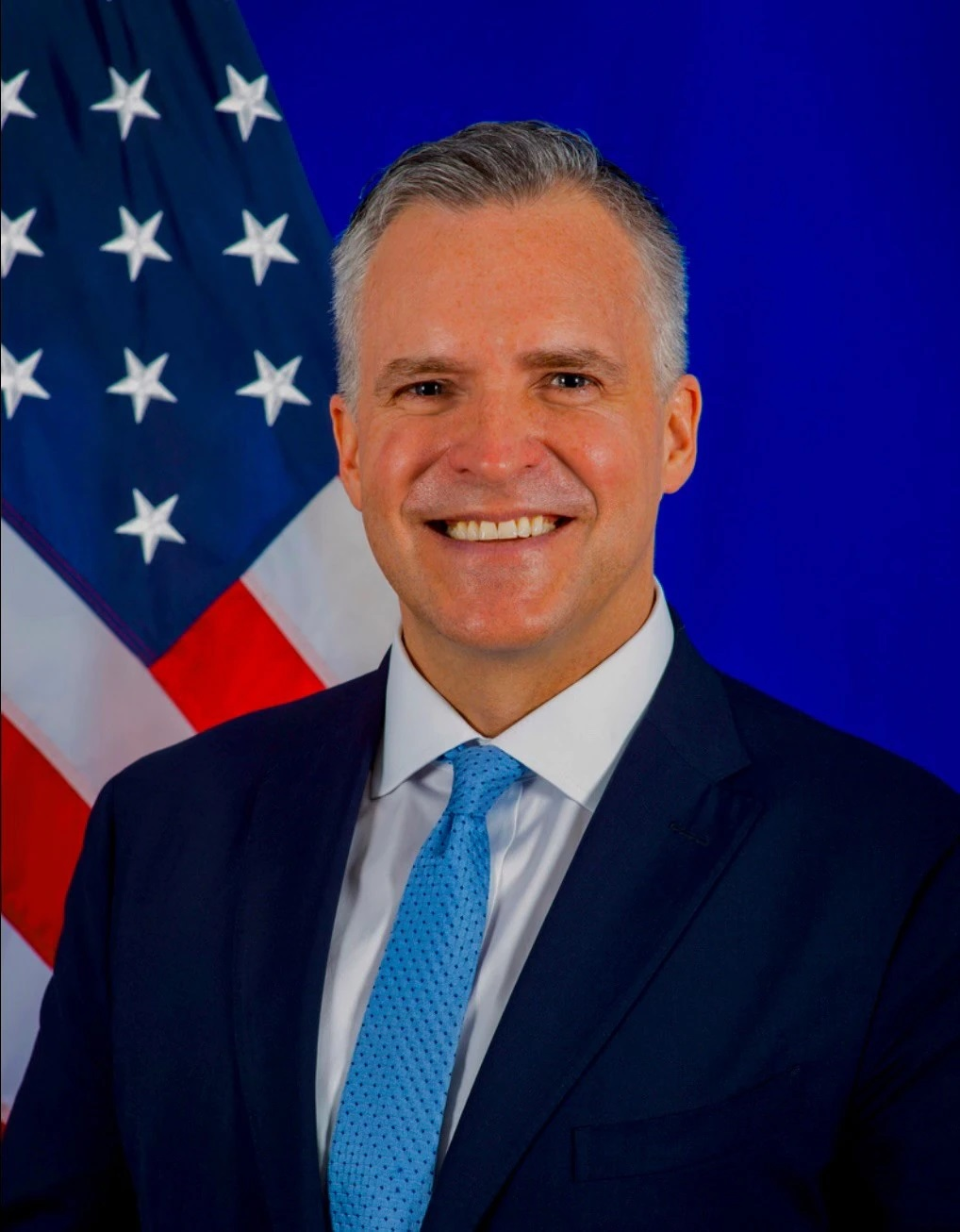
Rufus Gifford, 2022

Rufus Gifford (* 5. August 1974 in Boston) ist ein US-amerikanischer Diplomat, Politiker und Wahlkampfmanager für die Demokratische Partei. Von September 2013 bis Januar 2017 war er der Botschafter der Vereinigten Staaten in Dänemark, wo er durch die Reality-TV-Serie Jeg er ambassadøren zusätzliche Bekanntheit erlangte. Von Januar 2022 bis Juli 2023 fungierte Gifford als Chief of Protocol im State Department.

## Leben
Gifford wuchs in Manchester-by-the-Sea auf. Sein Vater ist Charles Gifford, ein Bankier und ehemaliges Mitglied des Board of Directors der Bank of America. Rufus Gifford studierte an der Brown University und begann zunächst in der Filmbranche in Los Angeles zu arbeiten, die er aber später wieder verließ. Im Jahr 2004 half er schließlich im Wahlkampfteam um den damaligen demokratischen Präsidentschaftskandidaten John Kerry, 30 Millionen US-Dollar für dessen Kampagne einzusammeln. Gifford fungierte zu dieser Zeit als stellvertretender Leiter des für Westamerika zuständigen Fundraisingteams. Beim Wahlkampf zur Präsidentschaftswahl in den USA 2008 lehnte er ein Angebot ab, für das Wahlkampfteam von Hillary Clinton zu arbeiten und schloss sich stattdessen dem Team des späteren US-Präsidenten Barack Obama an. Dabei war er als Fundraiser im südlichen Kalifornien tätig und erzielte Einnahmen in Höhe von 80 Millionen US-Dollar. Bei der Wahl 2012 war er Leiter der Finanzierungskampagne Obamas, deren ausgegebenes Ziel es war, eine Milliarde US-Dollar einzusammeln.
Vom 13. September 2013 bis 20. Januar 2017 war Gifford als Nachfolger von Laurie Fulton Botschafter der Vereinigten Staaten in Dänemark. Er erlangte in Dänemark auch durch die Serie Jeg er ambassadøren (deutsch: Ich bin der Botschafter) Bekanntheit. Im Rahmen dieser Sendung, die der TV-Sender DR3 ausstrahlte, ließ er sich in seinem Alltag als Botschafter filmen. Später wurde die Serie auch von Netflix ins Programm aufgenommen. Für seine Tätigkeit in der Sendung wurde er 2015 beim dänischen Fernsehpreis TV-Prisen in der Kategorie Årets Big Character (deutsch: Big Character des Jahres) ausgezeichnet. Seit Oktober 2015 ist Gifford mit Stephen DeVincent verheiratet, die Hochzeit fand in Kopenhagen statt. Am 16. Januar 2017 wurde Gifford mit dem Dannebrogorden ausgezeichnet.
Im Jahr 2018 bewarb er sich im Bundesstaat Massachusetts, um für die Demokratische Partei für einen Sitz im Kongress kandidieren zu können. Bei der Vorwahl der Demokraten erreichte er mit 15,1 % der Stimmen den fünften Platz und wurde somit nicht zum Kandidaten seiner Partei. Im April 2020 gab das Team um den späteren US-Präsidenten Joe Biden bekannt, dass Gifford als stellvertretender Wahlkampfmanager für die US-Präsidentschaftswahl 2020 angestellt worden sei. Als solcher war er erneut unter anderem für die Finanzierung der Kampagne zuständig. Am 3. Januar 2022 wurde Gifford als Chief of Protocol im US-amerikanischen Außenministerium, dem State Department, vereidigt. Er verließ die Position im Juli 2023, um für die Wiederwahlkampagne Bidens zu arbeiten.

## Auszeichnungen (Auswahl)
- 2015: TV Prisen (Årets Big Character)
- 2017: Dannebrogorden